# ماريان ماكويد
ماريان ماكويد (بالإنجليزية: Marian McQuade) هي ناشِطة أمريكية، ولدت في 18 يناير 1917، وتوفيت في 26 سبتمبر 2008.